# Kristien Hemmerechts
Kristien Hemmerechts (Bruselas, 27 de agosto de 1955) es una escritora belga.

## Biografía
Estudió filología germánica en la KU Leuven (KUB) y en la sede de esta en Bruselas. Conoció a su primer marido en Ámsterdam cuando estudió allí un año bibliografía científica, era británico y se casó con él en 1978 mudándose con él a Londres, Dover, Sudamérica y finalmente a Bruselas donde su marido fue profesor de inglés en la KUB.
En 1981 dio a luz a su primera hija llamada Katherine, y poco después a dos hijos varones que desafortunadamente fallecieron de síndrome de muerte súbita del lactante. En 1986 se doctoró con la tesis A Plausible Story and a Plausible Way of Telling It: A structuralist analysis of Jean Rhys's novels.
En 1987, se divorció de su marido y un año después conoció al poeta Herman de Coninck con el que vivió en Berchem y Amberes y se casó en 1992. Cinco años más tarde, Herman de Coninck falleció de un ataque al corazón en Lisboa, sobre este tema habla en Taal Zonder Mij (1998) donde también analiza los poemas del poeta.
En 2007, Kristien Hemmerechts  se casó con Bart Castelein, con quien había comenzado una relación en 1999, aunque no vivían juntos. En la actualidad es profesora de literatura inglesa en la KUB e instructora de escritura creativa en el Herman Teirlinck Instituut de Amberes.

## Obra
- First Fictions, Introduction 9, 1986
- Een zuil van zout, 1987 (novela)
- Weerberichten, 1988 (relato corto)
- Brede heupen, 1989 (novel)
- s Nachts, 1989 (relato corto)
- Zonder Grenzen, 1991 (novela)
- Kerst en andere liefdesverhalen, 1992 (relato corto)
- Wit zand (White sand), 1993 (novela)
- Lang geleden, 1994 (memorias)
- Amsterdam Retour, 1995 (diario de viajes)
- Veel vrouwen, af en toe een man, 1995 (novela)
- Kort kort lang, 1996 (relato corto)
- Margot en de engelen, 1997 (novela)
- Taal zonder mij, 1998
- De tuin der onschuldigen, 1999 (novela)
- De kinderen van Arthur, 2000 (novela)
- O, toen alles nog voorbij kon gaan, 2000 (relato corto)
- Donderdagmiddag. Halfvier, 2002 (novela)
- Een jaar als (g)een ander, 2003 (diario)
- De laatste keer, 2004 (novela)
- V, notities bij een reis naar Vietnam, 2004 (guía de viaje)
- De waar gebeurde geschiedenis van Victor en Clara Rooze, 2005 (novela)
- Als een kinderhemd, 2006 (memorias)